# File d'attente
Pour la série québécoise, voir File d'attente (série télévisée).
 (décembre 2020).

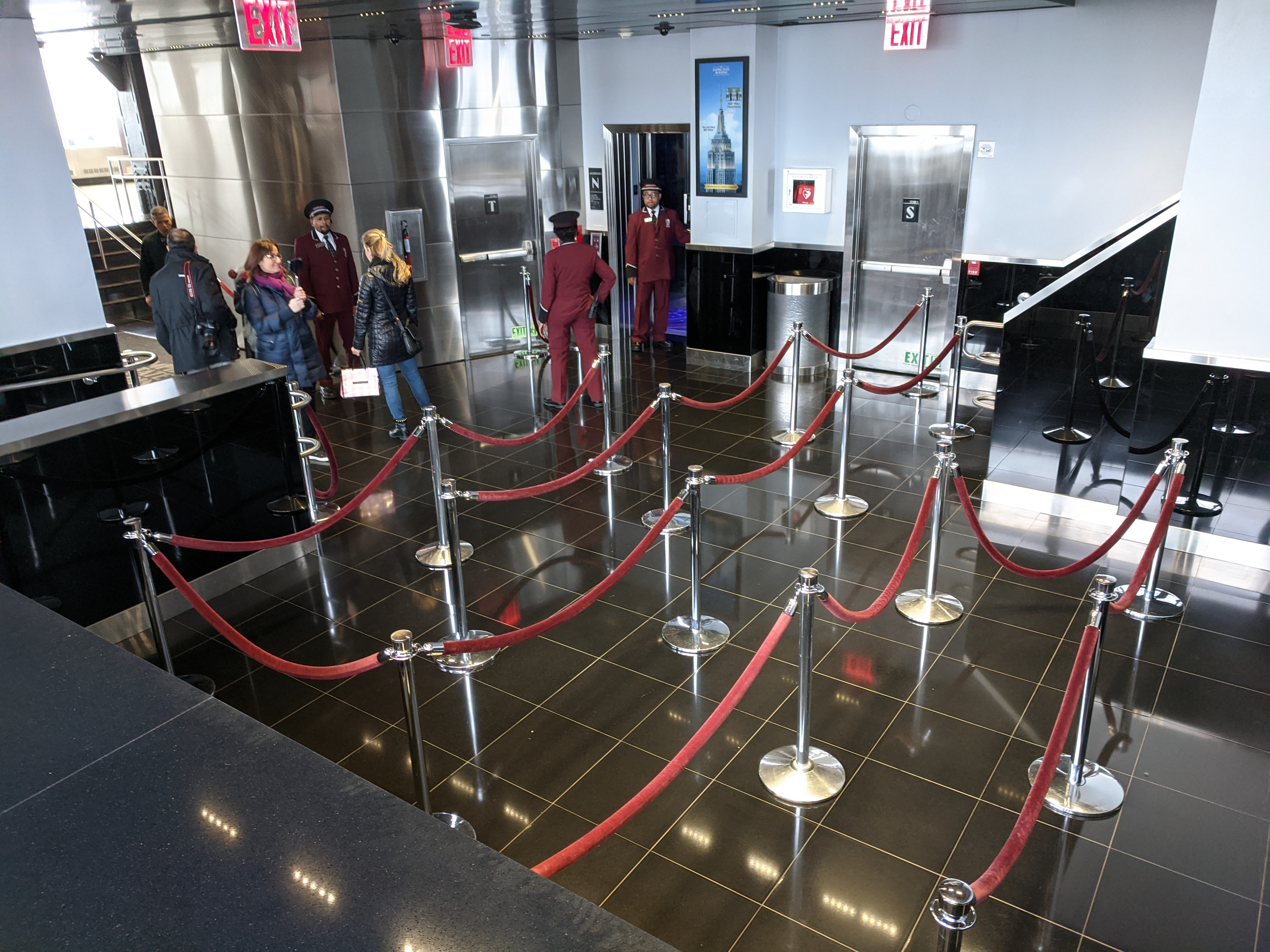
File d'attente en zigzag délimitée par des poteaux à cordon.

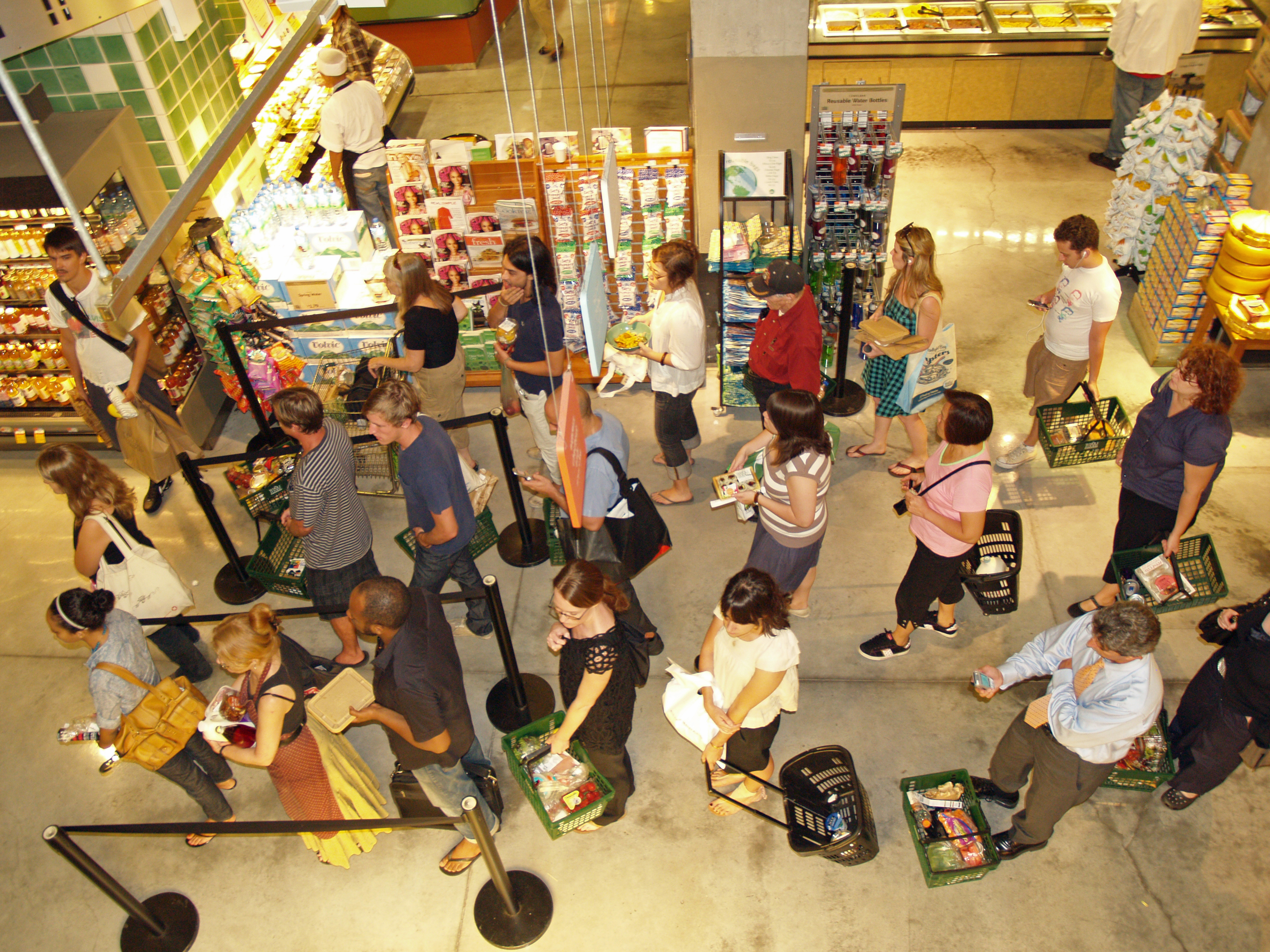
Balisage de plusieurs files d'attente à l'aide de poteaux de guidage à sangle.

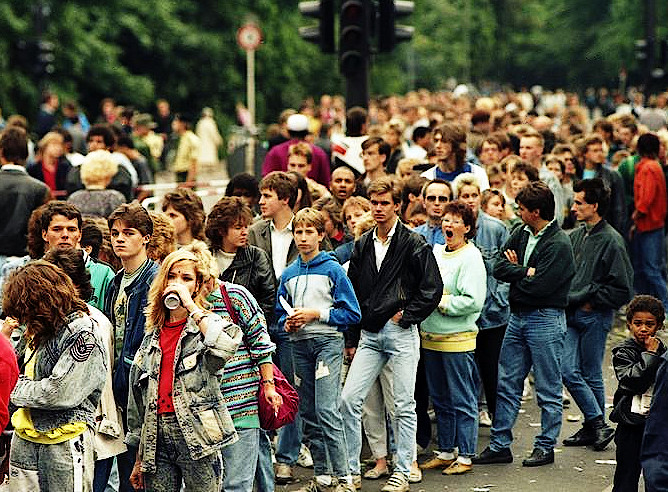
File d'attente à Berlin pour un concert en 1988.

Une file d'attente, ou une queue, est un regroupement d'individus attendant de manière organisée quelque chose. Les files d'attente résultent d'une demande supérieure à la capacité d'écoulement d'une offre (un bien ou un service). En principe, elles n'influent pas sur le coût de cette offre. Cette notion fait l'objet d’une branche du calcul des probabilités, la théorie des files d'attente, utilisée aussi bien en logistique qu’en informatique, mais également d'une branche de la mécanique des fluides, utilisée dans le commerce et le management, notamment au niveau de la (en) gestion des files d'attente.

## Structure et organisation

### Principe de fonctionnement
Les files d'attente sont un phénomène récurrent dans les sociétés centralisées : la rationalisation des services offerts au public impose l'accès à des sites en nombre limité (guichets), et leur fréquentation à des horaires déterminés. La file d'attente est une réponse au conflit d'accès des usagers au service ; elle est une alternative au renvoi pur et simple des usagers, à la prise de rendez-vous individuels, ou aux privilèges sociaux. La première description d'une file d'attente se trouve d'ailleurs dans l'Histoire de la Révolution française (1837, trad.1866) de Thomas Carlyle : l'historien écossais s'y étonnait de la discipline des gens faisant la queue devant les boulangeries de Paris.
L'afflux de personnes peut être géré de différentes manières. En général, on fait attendre les personnes selon leur ordre d'arrivée (sauf pour les services informatique) sur un chemin défini au préalable et balisé (file d'attente au cinéma). Ce chemin peut être une ligne droite, d'où l'appellation file d'attente. Toutefois ce modèle atteint des limites en termes d'espace. Pour occuper plus rationnellement l'espace, la file d'attente peut suivre un tracé en serpentin (file d'attente aux services des douanes des grands aéroports). Les files d'attente peuvent aussi ne pas ordonner les individus dans l'espace, mais instaurer un ordre par le biais de tickets numérotés. Ce peut être le cas dans la salle d'attente d'un service public (bureaux de poste, sécurité sociale).
Le système de la file d'attente repose sur le consentement et la discipline des usagers : c'est une expression du civisme. Généralement, il est mal perçu de dépasser sa place ou d'introduire dans la file quelqu'un n'ayant pas attendu à ses côtés pour lui faire économiser un temps d'attente. En effet, un tel acte (le resquillage) suscite de la part des autres individus dans la file un sentiment d'injustice, rendant l'attente inutile puisqu'il suffirait de prendre la place des autres pour progresser. D'un point de vue économique, la place acquise peut devenir monnayable en proportion de sa valeur inhérente au temps économisé par son achat. Toutefois de telles transactions restent exceptionnelles.

## Types de files d'attente
1. Files séparées : une file par guichet (par exemple, aux caisses des supermarchés) ; ce système a l'inconvénient de générer des frustrations lorsque certaines files sont plus rapides que d'autres, ou lorsqu'un guichet supplémentaire s'ouvre, permettant aux derniers de passer les premiers ;
2. File distribuée ou mutualisée : une seule file alimente plusieurs guichets, ce qui a pour effet d'éviter les inconvénients des files d'attente uniques. Ce type de file réduit le temps d'attente moyen, équilibre le travail des agents/caissiers, garantit un meilleur service à la clientèle et prévient la création d'un goulot causé par un événement spécial ou inattendu survenu dans l'un des guichets.
3. File virtuelle : une prise de ticket permet de conserver l'ordre d'arrivée, sans avoir à faire la queue physiquement ; par exemple, les personnes peuvent s'asseoir en attendant leur tour ;
4. File virtuelle mobile : les nouvelles technologies permettent maintenant de prendre rang par internet ou par téléphone, et d'être prévenu par SMS lorsque son tour approche, le temps d'attente ne nécessitant plus une présence physique ;
5. File prioritaire : des files plus rapides peuvent être créées, par exemple pour les personnes ayant un handicap, ou pour les personnes ayant une carte de fidélité ; parfois, des files prioritaires payantes peuvent être proposées (notamment dans les parcs d'attraction).

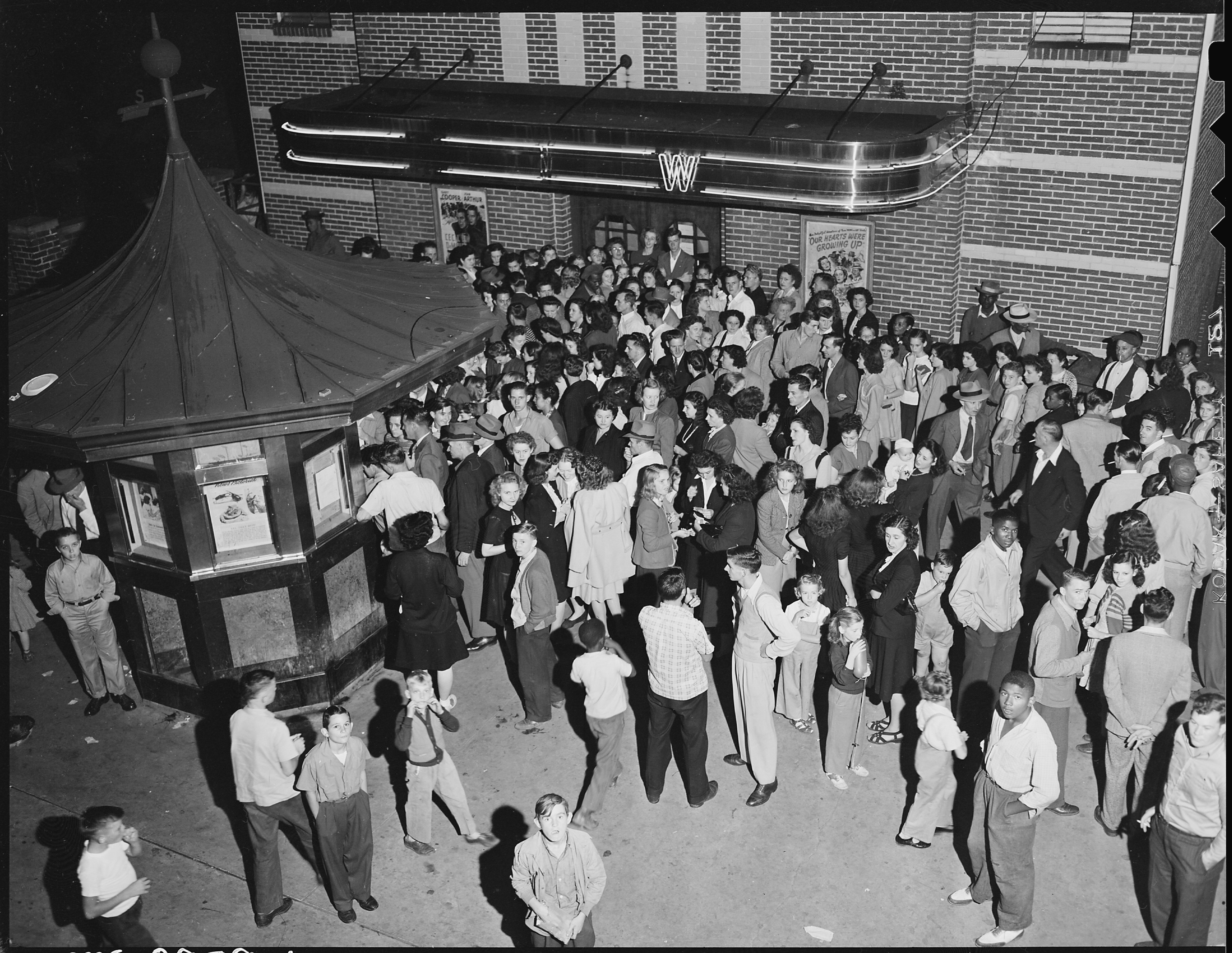
Attente sans file (cohue).
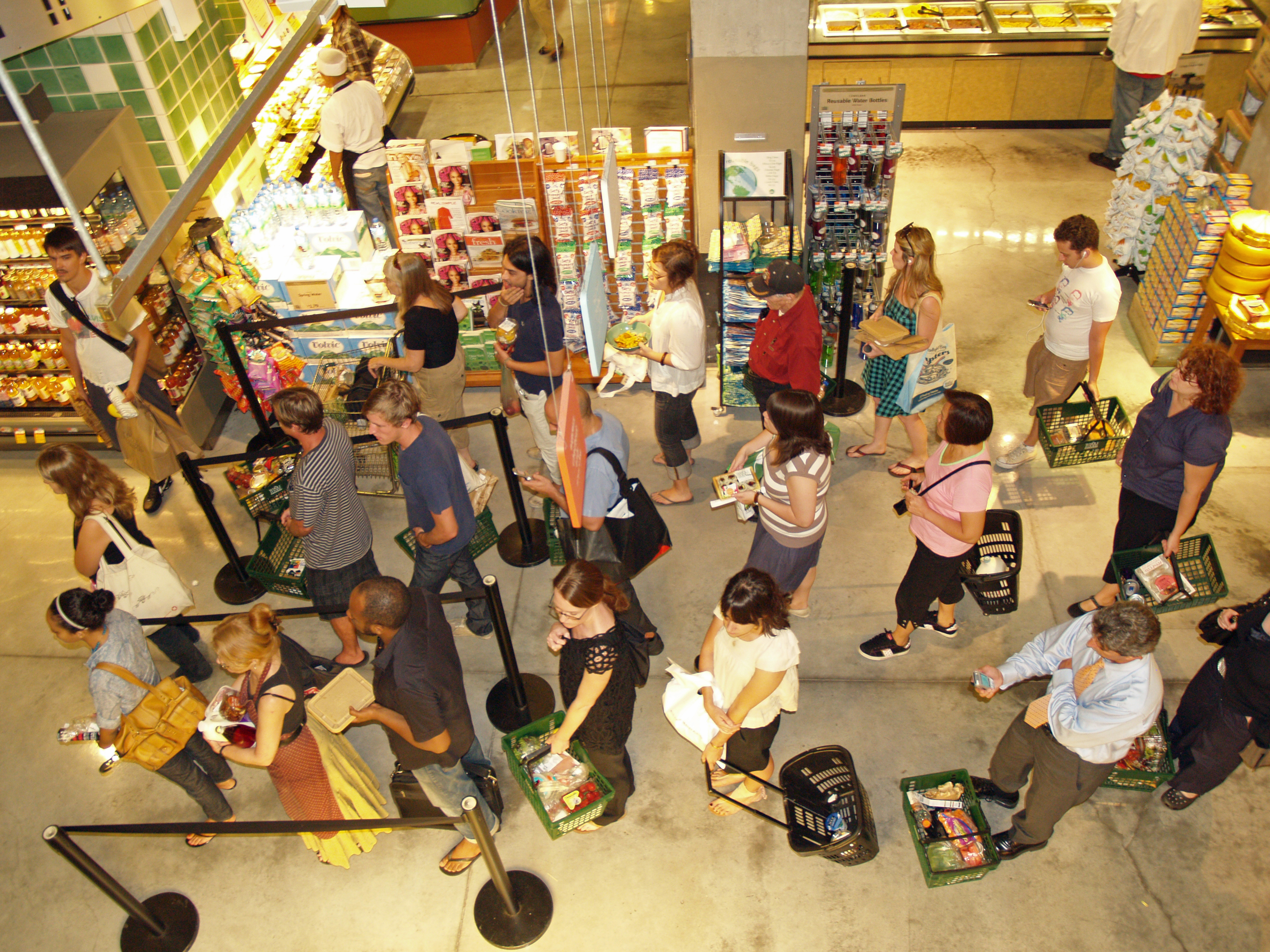
Files d'attente séparées.
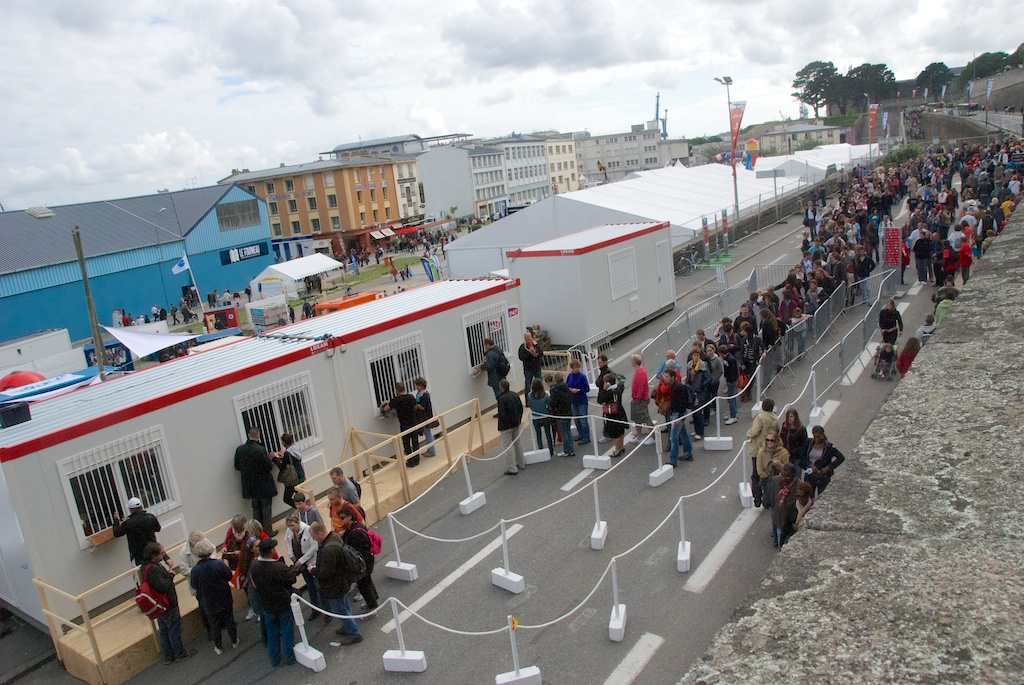
File d'attente mutualisée.
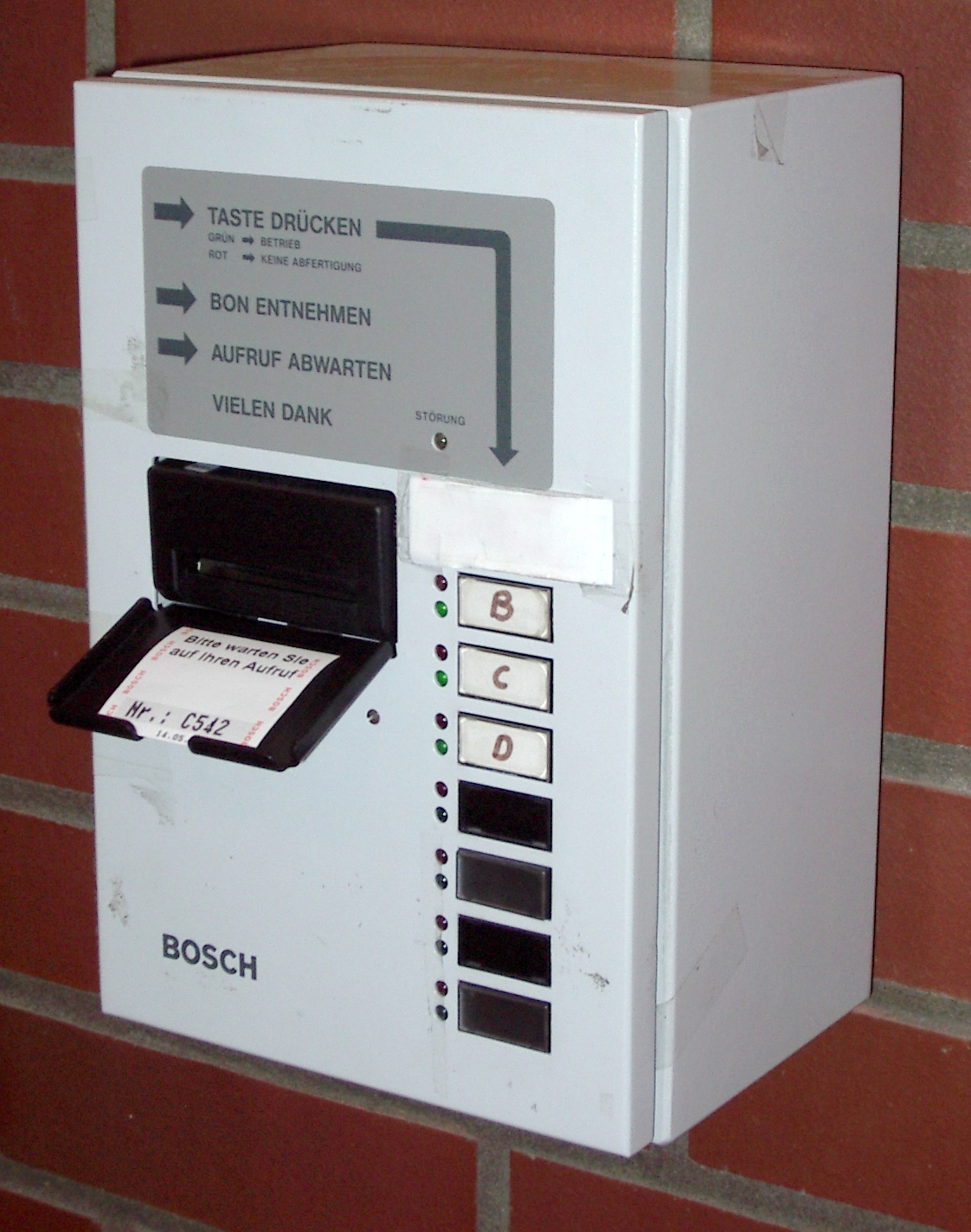
File d'attente virtuelle.
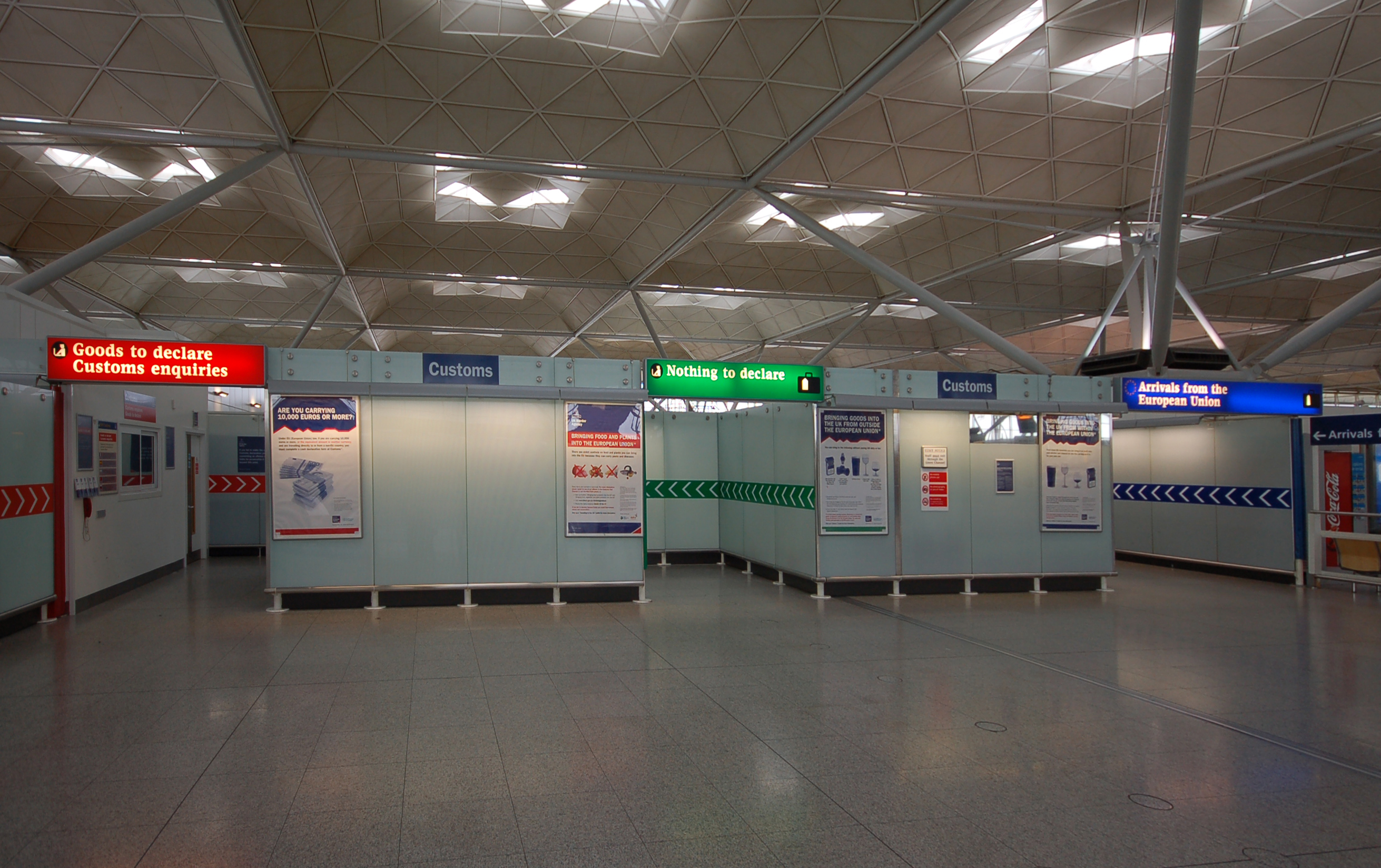
Files rapides (rien à déclarer et citoyens européens).

### Limite de fonctionnement
Les files d'attente peuvent ne plus fonctionner dans certains contextes. C'est le cas lorsqu'il est vital d'obtenir ce pour quoi on attend et que la demande s'avère de loin supérieure à l'offre. Dans des situations de famine, la file d'attente lors des distributions de vivres peut faire place à une confrontation désorganisée et brutale des individus, régulée par la seule force, chaque individu étant dans la crainte de ne rien obtenir de ce pourquoi il attendait.

De même, dans des situations dangereuses, le système peut ne plus se maintenir de lui-même, lorsque l'égoïsme et l'instinct de survie des individus surpassent leur raison. Un cas resté célèbre est celui du naufrage du Titanic où les canots de sauvetage ne permettaient d'embarquer que la moitié des passagers, l'autre moitié étant condamnée à périr dans une eau glaciale. Le recours aux armes à feu permit de réinstaurer une certaine discipline dans la panique, en laissant les femmes et les enfants embarquer en priorité dans les canots. On remarquera que, dans de tels cas, l'argent lui-même n'a plus aucune valeur.
Sauf dans le cas où des tickets sont distribués, la gestion de la file d'attente et de son respect n'est pas assurée par quiconque. Même dans les services publics, les employés au guichet n'ont pas le sentiment d'avoir à gérer les priorités. De ce fait, cette situation, très fréquente dans la vie courante, est devenue l'exemple même de la situation sociale non régulée. Les grandes surfaces sont l'exemple typique : qui n'a pas connu la situation suivante : il y a une attente insupportable aux caisses, et tout d'un coup, on ouvre une caisse supplémentaire et les derniers arrivés y sont les premiers servis.

### Solutions pour un meilleur fonctionnement
De la file d’attente à l’accueil personnalisé
De l’attente en « file indienne », linéaire, non gérée, à l’accueil avec identification et réception personnalisée après une attente active, les typologies des systèmes utilisables sont plus variées qu’il n’y paraît.

Si l’on fait un peu d’histoire, il est certain que l’attente en file (pour un vendeur, un poste, une caisse...) a toujours existé, que des appariteurs accueillant et orientant les clients ont été employés pour aiguiller vers les divers services offerts et que des coupons numérotés ont également du être distribués pour permettre d’attendre sereinement sans « faire la queue ».

Vers le milieu du XXe siècle, des systèmes de gestion d’accueil automatisés, avec tickets numérotés, ont vu le jour et se sont déployés dans certaines administrations, services sociaux ou collectivités (l’accueil à la sécurité sociale en France a été parmi les premiers).
La file d’attente mutualisée pour plusieurs points d’accueil (le Call Forward anglais) a également eu son heure de gloire dans les milieux publics, dans les années 1990 (La Poste France et la SNCF, par exemple) et continue d’être utilisée, principalement en caisse, surtout dans les pays anglo-saxons.
Les systèmes informatisés plus sophistiqués et permettant de supprimer les files d’attente « l’un derrière l’autre », sont apparus dans les années 1990 et n’ont cessé depuis de progresser en offrant de nombreuses fonctionnalités.
Les solutions de gestion de l’accueil
Les solutions de gestion de l’accueil permettent de gérer les visiteurs depuis le contact initial jusqu’au service rendu.

Ces systèmes intelligents de gestion d'accueil permettent d’augmenter l’efficacité et les ventes, de réduire les coûts de fonctionnement en s’assurant que le client est servi par le personnel  le plus compétent par rapport à sa demande.
La gestion de l’accueil est avant tout un moyen d’augmenter la satisfaction clients en réduisant l’attente perçue et réelle en créant un environnement agréable et un accueil juste.

Ces solutions d’accueil innovantes contribuent aussi à la satisfaction des équipes de travail en réduisant le niveau de stress et en optimisant le traitement des demandes. Le système génère des données sur la façon dont les clients sont reçus et comment le personnel peut mieux les servir. Ce type d’information aide à améliorer les processus d’organisation et à augmenter la qualité de service.
La gestion de l’accueil couvre six étapes :
- information (peut être donnée également par vidéo, SMS, Internet, SmartPhone...) ;
- prise de rang & orientation (peut se faire également par vidéo, SMS, Internet, SmartPhone...) ;
- attente & communication (peut se faire également par vidéo, SMS, Internet, SmartPhone...) ;
- appel (peut se faire également par vidéo, SMS, Internet, SmartPhone...) ;
- réception ;
- gestion ;
- en plus de ces étapes, il est aussi utile et efficace d’inclure la gestion des rendez-vous, la gestion de parcours (principalement en milieu hospitalier) et l’optimisation des ressources et la prévision des flux futurs.

Ces solutions modulaires, adaptables à différents secteurs (Distribution, Santé, Télécommunications, Finance, Transport, Secteur public) permettent la  gestion d’une simple file d’attente jusqu’à une organisation multi-sites centralisée. Elles comprennent plusieurs étapes de traitement
L’arrivée du client
- Informer sur le niveau d’attente prévu
- Permettre d’indiquer son arrivée s’il a rendez-vous
- Être reconnu par son nom, numéro, code barre, carte d’identification… auprès d’une borne ou d’une hôtesse.

Prise de rang & orientation
- Distributeurs dédiés en libre-service ou réceptionniste pour permettre aux clients de prendre leur rang dans la file d'attente pour un service
- La prise de rang peut être faite également sur Internet, Smartphone ...
- Affectation dans la file virtuelle et le parcours  correspondant à la demande

L’attente
- Doser l’attente en fonction de l’importance du service à rendre
- Rendre l’attente active et communicante pour une perception la plus agréable possible (vidéo, communication interactive, publicité…) en allant jusqu’à supprimer l’attente avec des outils de mobilité (téléphone, Smartphone).
- Laisser libre de mouvement le visiteur en l’informant sur l’attente prévisionnelle ou en lui donnant une « heure de réception garantie »
- Permettre de décider quand il pourra être appelé, sans avoir pour autant perdu son rang.

La réception
Assurer la mise en contact par divers moyens :
- le vendeur/agent vient chercher le client, il le reconnait par photo, nom, symbole, numéro d’ordre…
- le client/visiteur est appelé par son nom, par numéro, par code… sur un moniteur  vidéo, un afficheur, par synthèse vocale, et il se rend au poste indiqué
- l’appel peut s’effectuer sur téléphone portable via SMS, sur Smartphone; dans ces cas, l’appel peut être précédé d’un signal ou d’une information d’appel imminent.

Le poste appelant doit pouvoir également être identifié par un numéro, une flèche, un plan,…
Dans le cas de temps d’attente pouvant être important, la solution consistera en l’envoi en zone de dernière attente, par l’intermédiaire d’un bipper distribué ou par envoi d’un SMS ou d’un message sur Smartphone ; entre-temps, le client est libre dans le magasin, la zone…
Si l’accueil doit s’effectuer en plusieurs étapes ou bien lorsqu’un délai d’attente supplémentaire est nécessaire avant de clore le service rendu, il doit être possible de réorienter et de remettre en attente le visiteur pour un traitement ultérieur.
La gestion en temps réel et la collecte des données pour les états statistiques
Les responsables ont à leur disposition un tableau de bord avec alertes (visuelles, sonores, par SMS ou courriel...) permettant un monitoring complet et une totale maîtrise de leur dispositif de réception.
Le système réagit néanmoins automatiquement en fonction des priorités d’affectation des vendeurs/agents aux services et des prévisions et arrivées des clients/visiteurs en positionnant des renforts pour assurer au mieux les niveaux d’attente fixés par service.
Les états statistiques complets permettent de croiser et de présenter les tableaux et graphes des paramètres et variables tels que : périodes temporelles, temps d’attente, de traitement, de présence, service rendu, motifs de visite, postes/caisse, vendeur/receveur… Ces états sont présentés sous forme de documents temporels paramétrables aux divers besoins, contenant des vues composées de fonctions à 1 ou 2 variables. Les documents sont consultables ou directement envoyés de façon personnalisée, par mail, aux responsables.
Prévisions et rendez-vous
Pouvoir déduire, en fonction des données statistiques et de la caractérisation des jours du passé et du futur, les flux et les besoins en ressources, par service et par tranche de temps, pour les jours du futur. Cela permet la planification optimisée des ressources d’accueil.
Pouvoir prendre rendez-vous, ou anticiper sa venue, par contact, téléphone ou sur internet et pouvoir mixer, avec les mêmes ressources, les accueils sur rendez-vous avec les visites spontanées, en faisant en sorte que les rendez vous soient automatiquement assurés à l’heure prévue.

### Modélisation mathématique
La modélisation mathématique des files d'attente est un outil de la logistique. Elle relève du calcul des probabilités : les arrivées et départs des clients de la file sont analysés comme un processus stochastique typique d'un processus de naissance et de mort. L'objectif de la modélisation est la recherche des solutions optimales de gestion des files d’attente, ou « queues », telles que la recherche d'une gestion de priorité (ou « discipline ») donnant le temps d'attente moyen minimum, ou le temps d'attente au pire des cas minimum, etc., en fonction de la loi de probabilité des arrivées et de la loi donnant le temps de traitement. Elle peut aussi permettre d'évaluer la conséquence de la défaillance d'un serveur sur le temps moyen de résidence dans la file et d'apprécier l'impact de la mise en place d'un serveur supplémentaire, etc.
La théorie mathématique des files d'attente peut s’appliquer à différentes situations : optimisation des stocks (gestion « à flux tendu »), gestion des avions au décollage ou à l’atterrissage, attente des clients à un guichet, ou bien encore traitement informatique de données par un serveur. Ce domaine de recherches, né en 1917 des travaux de l’ingénieur danois Erlang sur la gestion du réseau téléphonique de Copenhague entre 1909 et 1920, étudie notamment les systèmes d’arrivée dans une queue, les différentes priorités de chaque nouvel arrivant, ainsi que la modélisation statistique des temps d’exécution. C'est grâce aux apports des mathématiciens Alexandre Khintchine, Kendall, Pollaczek et Andreï Kolmogorov que la théorie s'est vraiment développée.

## Les files d'attente dans la sociologie et la philosophie

### Un espace de normes sociales implicites
Les files d’attente constituent un exemple emblématique de normes sociales implicites : elles sont rarement explicitement organisées, mais les individus adoptent spontanément des comportements réglés – se positionner en rang, respecter un ordre d’arrivée, attendre patiemment. Elles traduisent une forme de contrôle social doux et révèlent une adhésion implicite à des attentes sociales partagées sur la justice, la politesse ou la civilité.

### Une mise en série des individus (Sartre)
Dans Critique de la raison dialectique, Jean-Paul Sartre analyse la file d’attente comme une illustration de ce qu’il nomme la "série" : une forme de collectif où les individus sont présents ensemble sans interaction réelle. Ils ne forment pas un groupe actif, mais une unité passive unie par l’attente d’un événement (par exemple, l’arrivée du bus).
Sartre montre que dans cette situation, l’individu est nié comme sujet : il est une « fonction » parmi d’autres dans une organisation temporelle et spatiale imposée par la structure sociale.

### Une forme de discipline corporelle et sociale
Attendre debout, sans bouger, sans parler trop fort, sans s’agiter : la file d’attente impose une discipline corporelle. Elle participe à la gestion des corps dans l’espace public et au façonnage d’un « comportement approprié ».
On peut rapprocher cette idée des travaux de Michel Foucault sur la disciplinarisation des corps dans les espaces publics modernes.

### Reproduction des inégalités sociales
Si la file d’attente semble égalitaire, elle masque souvent des inégalités sociales. Par exemple, dans les hôpitaux, l’école, les services publics, l’ordre d’attente est en réalité biaisé par les ressources sociales ou économiques : accès prioritaire, détournement des règles, capacité à mobiliser des contacts pour passer « devant ».
Le sociologue Charles Tilly explique que les inégalités sociales se reproduisent durablement dans les institutions à travers des mécanismes de tri, d'exclusion, ou d’accès préférentiel.
Ceux qui attendent sont donc dominés. De plus, l'attente peut être utilisée pour dissuader les individus de demander un bien ou un service (ex. demande d'aides sociales). Les pauvres sont plus soumis à des files d'attente longues, contrairement aux riches (pénurie : plus de demande que d'offre).

### Reconnaissance sociale et philosophie de la place
La file d’attente évoque aussi le statut social : avoir ou non une place, pouvoir attendre ou être ignoré. Elle interroge la reconnaissance : suis-je traité comme un égal ? Suis-je visible ? L’exclusion d’une file (par exemple, dans des files "VIP", dans l’accès à l’administration ou au logement) signifie l’invisibilité ou l’indignité.
Le philosophe Axel Honneth a développé une théorie de la reconnaissance où l’absence de reconnaissance sociale peut être vécue comme une forme de violence symbolique, empêchant les individus de se construire comme sujets.

### L’attente comme mécanisme delégitimation
Le sociologue Étienne Ollion, dans Les candidats (Novices et professionnels en politique), étudie le champ politique comme file d’attente. Il montre que les aspirants à des carrières politiques doivent souvent patienter de longues années dans des positions subalternes, en espérant être « appelés » ou « repérés ». Cette attente agit comme une forme de légitimation, renforçant les hiérarchies internes.
L’attente devient ainsi une ressource de pouvoir, car seuls ceux qui peuvent se permettre d’attendre (temps, argent, réseaux) parviennent à franchir les étapes. Cela exclut de nombreux individus moins dotés socialement.

## Cas dans l'histoire

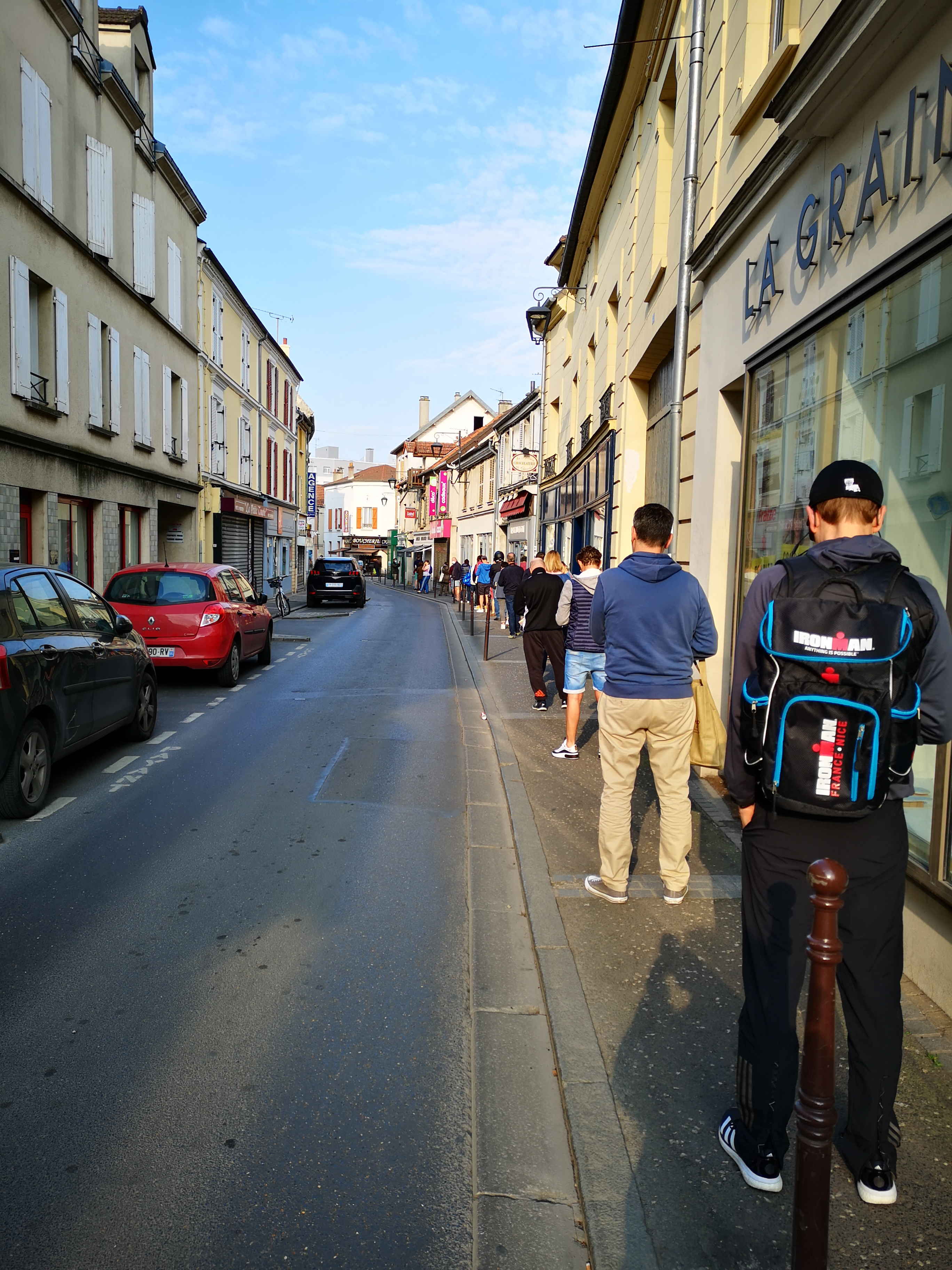
Files d'attente à Houilles, une ville d'Île-de-France, devant des commerces, mi-avril 2020, provoquées par les règles de distanciation physique en raison de la pandémie de Covid-19.

Les files d'attente ont quelquefois pour origine la gestion de la pénurie de vivres au sein d'une communauté. Ce fut encore le cas durant la Seconde Guerre mondiale dans les pays occupés où fut imposée une économie de rationnement. Les files d'attente devant les magasins d'alimentation furent également une réalité quotidienne dans certains pays communistes.
De nos jours, les files d'attente se rencontrent pour l'accès à des services lorsqu'il y a un manque d'agents pour y répondre, ou pour des manifestations sociales ou culturelles très prisées, comme des matches de football, des expositions, des concerts, des sorties de films, voire des mises en vente de produits manufacturés... Dans des cas extrêmes, il arrive que les individus les plus passionnés patientent plusieurs heures ou plusieurs jours avant l'événement non seulement afin d'être certains de pouvoir y participer, mais aussi afin de pouvoir être parmi les premiers sinon le premier à y participer.
Une autre situation qui a fait resurgir un peu partout dans le monde pendant plusieurs mois des files d'attente est, en 2020, la pandémie de Covid-19, avec des règles de distanciation physique dans les magasins et autres lieux publics,  la mise en place de contrôle aux entrées de lieux sensibles, ou, pendant quelques jours, la crainte de pénurie sur certains produits,,.